# بريناراوية
البريناراوية (الاسم العلمي:Parinarieae) هي قبيلة من النباتات تتبع فصيلة البلوطية الذهبية من رتبة الملبيغيات.

## أجناس البريناراوية
- البريناري